# Eivin Jacobsen
Eivin Helgi Jacobsen (født 20. juli 1957 i Sørvágur) er en færøsk brandmester og politiker (SB).
Han er uddannet mekaniker fra Statens Brandskole i Danmark, og arbejder som brandmester ved Vágar Lufthavn.
Jacobsen var medlem af kommunalbestyrelsen i Sørvágur 1992–2004, hvor han fra 2000–2004 var borgmester. Han har siddet i Lagtinget som suppleant for lagmand Kaj Leo Johannesen fra 2011 til 2015, og sad i Lagtingets retsudvalg.